# Nigavan
Nigavan (en arménien Նիգավան ; jusqu'en 1947 Damagermaz puis jusqu'en 1967 Hovit) est une communauté rurale du marz d'Aragatsotn, en Arménie. Elle compte 725 habitants en 2009.